# Castello di South Cowton
Il castello di South Cowton (in inglese South Cowton Castle) si trova sul sito dell'antico villaggio di South Cowton a nord di Northallerton nella contea North Yorkshire, distretto della contea storica di Yorkshire dell'Inghilterra. La sua costruzione risale al XV secolo.

## Storia

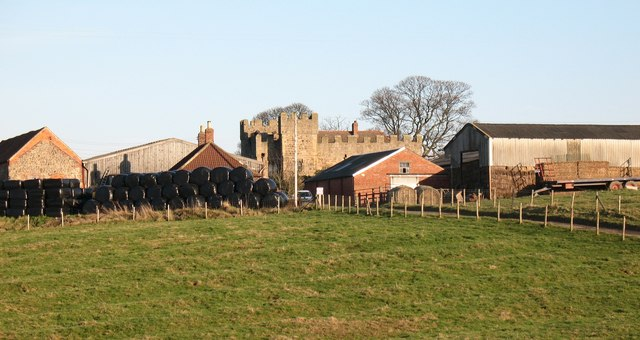
Resti dell'antico abitato di South Cowton con il castello, la chiesa dedicata a Santa Maria e la fattoria

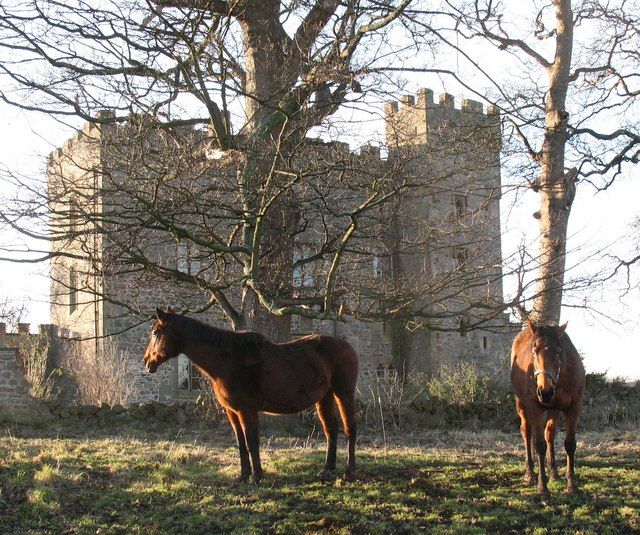
Castello con la campagna e cavalli

L'antico borgo originario di South Cowton fu fondato qualche tempo dopo la conquista normanna come proprietà del conte Alan di Richmond ed era governato da Godric Steward. Anche alle sue origini non ebbe una grande importanza, e di rilievo oltre alla chiesa di santa Maria è rimasto solo il castello medievale. Tra il 1489 e il 1490 il villaggio venne demolito per convertire il territorio in pascoli.
Il castello di South Cowton venne costruito da Sir Richard Conyers nel 1470. Al momento della sua erezione infuriava la guerra delle due rose, e questo è il probabile motivo che spinse un membro della bassa nobiltà di campagna a dotarsi di una residenza fortificata. A Sir Richard Conyers fu concessa una rendita vitalizia per i servizi resi durante i conflitto e in seguito la famiglia Bowes visse nel castello fino al 1605. Non si hanno informazioni rilevanti sulla sua storia successiva ed è rimasto uno dei pochi edifici a testimoniare la presenza in passato dell'antico borgo. Il castello fu ricostruito nel XIX secolo e ristrutturato nel 1980. La sua struttura viene utilizzata come parte della casa colonica che vi sorge accanto.

## Descrizione

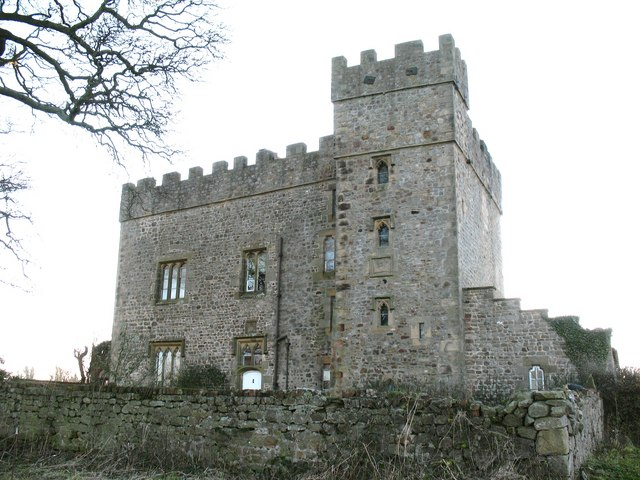
Altra immagine del castello

Il castello di South Cowton si trova sul sito dell'antico villaggio omonimo nella contea del North Yorkshire, distretto dello Yorkshire in Inghilterra posto all'estremità di un altopiano prominente. L'edificio è costituito da un corpo centrale e da due torre merlate e si alza su una pianta rettangolare. Si alza per tre piani mentre le torri hanno un quarto piano. La disposizione originaria dei suoi piani e delle stanze è stata perduta nel tempo, i pavimenti sono moderni e a livelli diversi da quelli antichi, mentre l'ingresso principale alla torre è posto in un portale nel muro est mentre il portale originale si apriva nella torretta nord-est, poi bloccato. Su questa torretta ci sono gli stemmi dei Conyer circondati da un'iscrizione in lettere minuscole nere che risultano di difficile lettura. L'estremità nord dell'edificio è occupata principalmente da una sala con un grande camino e presenta piccole finestre a tutto sesto. Sul lato ovest si conservano alcune finestre originali. A breve distanza a nord-est della torre e sul lato del pendio si trova un pozzo in pietra mentre ad ovest della torre, dove si trovano gli edifici agricoli, fino a tempi relativamente recenti esisteva una porta in pietra.

### Bene tutelato come edificio storico
L'English Heritage ha classificato il castello di South Cowton come edificio storico di primo grado col numero 1294712.